# Çağrı Şensoy
Çağrı Şensoy (Istanbul, 17 aprile 1986) è un attore e regista teatrale turco.

## Biografia
Nato nel 1986 a Istanbul (Turchia), Çağrı Şensoy tra il 2000 e il 2004 si è formato in teatro presso la scuola superiore di belle arti di Beyoğlu, poi ha completato l'istruzione superiore presso il dipartimento di recitazione dell'Università di Istanbul e ha continuato la sua formazione universitaria presso il dipartimento di cinema e teatro dell'Università di Kadir Has. Dopo aver preso parte a diverse opere teatrali, ha iniziato a recitare in diversi film e serie televisive, tra cui Il secolo magnifico: Kösem (Muhteşem Yüzyıl Kösem) con il ruolo di Deli Hüseyin Paşa, Savaşçı con il ruolo di Teğmen Kürşat Kınık e Kuruluş Osman con il ruolo di Cerkutay Alp.

## Vita privata
Dal 2023 è sposato con l'attrice Buse Arslan.

## Filmografia

### Cinema
- Güz Sancısı, regia di Tomris Giritlioğlu (2009)
- Veda Makamı, regia di İpek Kent (2012)
- Derin Düşün-ce, regia di Çağatay Tosun (2013)
- Meddah, regia di Batur Emin Akyel (2014)
- Kendinol, regia di Serkan Özarslan (2015)

### Televisione
- Sıla – serie TV, 1 episodio (ATV, 2006)
- Ölüm Çiçekleri – serie TV (Star TV, 2008)
- Çakıl Taşları – serie TV (Fox, 2010)
- Mazi Kalbimde Yaradır – serie TV (TRT 1, 2011)
- Kavak Yelleri – serie TV, 7 episodi (Kanal D, 2011)
- Esir Şehrin Gözyaşları – serie TV (Fox, 2012)
- Günahkar – serie TV (Fox, 2014)
- Aşkın Kanunu – serie TV, 10 episodi (TRT 1, 2014-2015)
- 46 Yok Olan – serie TV, 1 episodio (Star TV, 2016)
- Il secolo magnifico: Kösem (Muhteşem Yüzyıl Kösem) – serie TV, 28 episodi (Fox, 2016-2017)
- Savaşçı – serie TV, 35 episodi (Fox, 2017-2018)
- Squadra Omicidi Istanbul (Mordkommission Istanbul) – serie TV, 1 episodio (ARD, 2018)
- Kuruluş Osman – serie TV (ATV, dal 2019)
- Yaratilan - La creatura (Yaratılan) – serie TV, 1 episodio (Netflix, 2023)

## Teatro

### Attore
- Cimri, presso il teatro Kenter (2010)
- Ölümüne, presso il teatro Kenter (2011)
- Çehov Makinesi, presso il teatro statale di Istanbul (2012)
- Annemin Cinayet Listesi, presso il Beyaz e Renkli (2012)
- Senaryo, presso il Beyaz e Renkli (2018)

### Regista
- SağanakSiyah, presso il Beyaz e Renkli
- Ateş Yüzlü, presso il Beyaz e Renkli (2010)
- Tesir, presso il Beyaz e Renkli (2014)
- Yuva, presso il Beyaz e Renkli (2016)
- Kozmik Yaralar, presso il Beyaz e Renkli (2020)
- Fanatik, presso il Beyaz e Renkli (2020)

## Riconoscimenti
- Turkey Youth Awards
  - 2023: Candidato come Miglior attore non protagonista in una serie televisiva per Kuruluş Osman